# Salviac
Salviac – miejscowość i gmina we Francji, w regionie Oksytania, w departamencie Lot.
Według danych na rok 1990 gminę zamieszkiwały 1003 osoby, a gęstość zaludnienia wynosiła 34 osób/km² (wśród 3020 gmin regionu Midi-Pireneje Salviac plasuje się na 337. miejscu pod względem liczby ludności, natomiast pod względem powierzchni na miejscu 316.).